# Edgaras Jankauskas
Edgaras Jankauskas (n. 12 martie 1975, Vilnius, RSS Lituaniană, URSS) este un fotbalist lituanian retras din activitate, actual selecționer al Lituaniei.
A fost considerat un atacant puternic cu un fizic bine dezvoltat. A jucat la echipe din nouă țări și a reprezentat echipa națională de fotbal a Lituaniei timp de aproape 20 de ani.
În timp ce juca la Porto, Jankauskas a devenit primul fotbalist lituanian care a câștigat Liga Campionilor, în 2004.

## Cariera la club

### Primii ani / Brugge
Născut în Vilnius, Lituania, Uniunea Sovietică, Jankauskas a început fotbalul la echipa de tineret FK Panerysm, ajungând în cele din urmă la FK Žalgiris. În 1996 a fost transferat de ȚSKA Moscova, iar mai târziu a petrecut încă un an în capitala Rusiei, la FC Torpedo.
În 1997 Jankauskas s-a transferat la Club Brugge KV, ajutând clubul să câștige Prima Ligă Belgiană în primul său sezon. În ianuarie 2000, el a devenit cel mai scump jucător lituanian al tuturor timpurilor, atunci când Real Sociedad a plătit 2,3 milioane euro pentru serviciile sale.

### Portugalia
După un an și jumătate în San Sebastián, Jankauskas a fost împrumutat la S. L. Benfica pentru sezonul 2001-02, iar în anul următor a semnat cu FC Porto, echipă antrenată de Jose Mourinho. Deși era rezervă, el a contribuit la succesul echipei, care a cucerit tot în Portugalia, câștigând Primeira Liga și Taça de Portugal în 2002-03 și campionatul național în următoarea campanie.
Jankauskas nu a fost în lot pentru Finala Cupei UEFA 2003, câștigată de Porto, însă a intrat pe teren din postura de rezervă atunci când Dragonii au câștigat Liga Campionilor UEFA împotriva lui AS Monaco în anul următor.

### Hearts
După plecarea lui Mourinho, Jankauskas nu a mai fost folosit de Porto și a fost împrumutat la OGC Nice, dar el nu a reușit să se adapteze în Franța și în cele din urmă a semnat cu echipa Heart of Midlothian din Prima Ligă Scoțiană – prin FBK Kaunas – în 2005. Făcând parte dintr-o mutare complexă a fost împrumutat la Hearts la ordinul lui Vladimir Romanov, care era patronul ambelor cluburi, și și-a petrecut următoarele două sezoane în Edinburgh.
În sezonul 2005-06, experiența lui Jankauskas a ajutat echipa să câștige Cupa Scoției și obținerea locului secund care ducea în calificările pentru Liga Campionilor. După expirarea împrumutului în iunie 2007, el a semnat cu ciprioții de la AEK Larnaca FC.
Pe 30 septembrie 2010, New England Revolution i-a reziliat contractul. A ajuns la FC Fakel Voronezh în a Doua Ligă Rusă, retrăgându-se după două luni.
În iulie 2012, Jankauskas revenit la Hearts ca antrenor asistent, părăsind postul la sfârșitul sezonului.

## Cariera la națională
Jankauskas a fost o parte importantă a naționalei lituaniane din anul 1991, când, la vârsta de doar 16 ani, el și-a ajutat țara să câștige Cupa Baltică din 1991, jucând ultimele 30 de minute în finala câștigată cu scorul de 4-1 împotriva Estoniei. El a marcat primul său gol la națională pe 5 octombrie 1996, într-un meci de calificare la Campionatul Mondial de Fotbal 1998
 împotriva Islandei (2-0), și a continuat să marcheze alte nouă în 56 de meciuri, în optsprezece ani de joc (nefiind convocat între 1992 și 1995).
Pe 12 ianuarie 2016, după o scurtă perioadă la FK Trakai, Jankauskas l-a înlocuit Igoris Pankratjevas la cârma Lituaniei.

## Titluri

### Club
Žalgiris
- A Lyga: 1991, 1992
- Cupa Lituaniei: 1991, 1993, 1994

Club Brugge
- Belgian Pro League: 1997-98
- Supercupa Belgiei: 1998

Porto
- UEFA Champions League: 2003-04
- Cupa UEFA: 2002-03
- Primeira Liga: 2002-03, 2003-04
- Taça de Portugal: 2002-03
- Supertaça Cândido de Oliveira: 2002, 2003

Hearts
- Cupa Scoției: 2005-06

### Tara
- Cupa Baltică: 1991

### Individual
- Jucătorul Anului în Lituania: 1997, 1998, 2000, 2001, 2004